# 三島郵便局
三島郵便局（みしまゆうびんきょく）
- 静岡県三島市にある郵便局。本記事にて記述する。
- 徳島県美馬市にある郵便局。局番号は62155。

三島簡易郵便局（みしまかんいゆうびんきょく）
- 愛媛県北宇和郡鬼北町にある簡易郵便局。局番号は61728。

三島郵便局（みしまゆうびんきょく）は、静岡県三島市にある郵便局。民営化前の分類では集配普通郵便局であった。局番号は23004。

## 概要
住所：〒411-8799 静岡県三島市南田町4-50
1871年（明治4年）の郵便制度発足にあたり東海道の各宿場に設けられた郵便取扱所を前身とする、日本で最も歴史ある郵便局の一つである。以降現在に至るまで、三島の郵便事業の中心的な役割を果たし続けている。

## 沿革
- 1871年4月20日（明治4年3月1日） - 日本の近代郵便制度の創設とともに、三島郵便取扱所として開設[1]。
- 1873年（明治6年） - 三島郵便役所となる。
- 1875年（明治8年）1月1日 - 三島郵便局となる。同年、為替取扱を開始。
- 1879年（明治12年） - 貯金取扱を開始。
- 1891年（明治24年）3月16日 - 三島郵便電信局となる。
- 1903年（明治36年）4月1日 - 通信官署官制の施行に伴い三島郵便局となる。
- 1957年（昭和32年）3月15日 - 大場郵便局[2]から集配業務を移管[3]。
- 1985年（昭和60年）3月4日 - 三島市中央町から、同市南田町に局舎を新築、移転。
- 1997年（平成9年）6月23日 - 外国通貨の両替および旅行小切手の売買に関する業務取扱を開始。
- 2007年（平成19年）10月1日 - 民営化に伴い、併設された郵便事業三島支店に一部業務を移管。
- 2012年（平成24年）10月1日 - 日本郵便株式会社発足に伴い、郵便事業三島支店を三島郵便局に統合。

## 取扱内容
- 郵便、印紙、ゆうパック、内容証明
- 貯金、為替、振替、振込、国際送金、外貨両替・トラベラーズチェック、国債、投資信託
- 生命保険、バイク自賠責保険、自動車保険、変額年金保険、がん保険、引受条件緩和型医療保険
- ゆうちょ銀行ATM
- 「411-00xx」「411-08xx」「411-09xx」区域（三島市の全域、駿東郡清水町の全域、駿東郡長泉町の全域、田方郡函南町（桑原の一部））の集配業務、および「419-01xx」（函南町(桑原の一部を除く)）「410-21xx」「410-22xx」「410-23xx」（伊豆の国市の全域）「410-24xx」「410-25xx」「410-32xx」（伊豆市のうち旧土肥町を除く）区域における本人限定受取郵便（特定事項伝達型）の交付
- ゆうゆう窓口
  - 宛先が函南町（函南郵便局配達区域）、伊豆の国市（韮山郵便局・伊豆長岡郵便局・大仁郵便局・修善寺郵便局配達区域）の書留郵便・配達記録郵便・ゆうパックは、不在票が入った後に指定の電話番号へ連絡すれば、翌日朝8時以降に三島郵便局の窓口で受け取ることができる。

## 周辺
- 富士山南東消防本部 - 当局の南側にある。以前は、三島市玉川にあったが移転した。旧・三島市消防本部 旧・南田町広場。
- イトーヨーカドー三島店

## アクセス
- 伊豆箱根鉄道駿豆線 三島田町駅から徒歩約11分
- コミュニティバス「せせらぎ号」 郵便局前停留所下車
- 東名高速道路 沼津ICから南東へ約7km
- 国道1号（三島バイパス） 奈良橋交差点から北へすぐ
- 駐車場あり：35台